# جون جودوين (عسكري)
جون جودوين (بالإسبانية: John Godwin)‏ هو عسكري أرجنتيني، ولد في 13 ديسمبر 1919 في بوينس آيرس في الأرجنتين، وتوفي في 2 فبراير 1945 في معسكر اعتقال ساكسنهاوزن في ألمانيا بسبب إعدام رميا بالرصاص.